# Batalla de Andalién
La llamada Batalla de Andalién fue un encuentro militar nocturno sucedido el 22 de febrero de 1550 entre las fuerzas españolas de Pedro de Valdivia, incluidos 300 auxiliares bajo su líder Michimalonco, y las mapuches del toqui Ainavillo.

## La batalla
A inicios de 1550 Valdivia con 200 españoles y una multitud de yanaconas marcharon hasta el río Biobío y acamparon en una zona pantanosa cerca de la actual Concepción llamado Andalién.  Allí permanecieron dos días y dos noches. En la segunda noche, fueron atacados por sorpresa por un gigantesco ejército indígena dividido en tres divisiones.
Los mapuches cercaron a los españoles, formando un muro humano. Afirmados de sus brazos formaron círculos estrechos encerrando a los españoles y sus caballos; cuando alguno caía, alcanzado por sus armas de acero, era reemplazado por otro. De ese modo, impidiendo a sus enemigos moverse por falta de espacio mientras lanzaban mazazos, lograron derribar a Pedro de Valdivia, que se salvó gracias a la rápida acción de sus capitanes.
Aún más, la valiente actitud de los "auxiliares" que se mantuvieron fieles, salvó al grueso de la fuerza española tomada por sorpresa por más de 20.000 "conas" que no seguían una dirección superior capaz de organizar el ataque.
Los auxiliares, comandados por Michimalonco, ahora obedientes y disciplinados, cumplían las órdenes de los jefes españoles con eficiencia y prontitud; tuvieron desde ese momento una decidida participación en la batalla, supliendo su inferioridad numérica con la excelente dirección de los capitanes españoles.
El aplastante número de los atacantes, los que trataban de apoderarse de las armas castellanas y lo estrecho del terreno irregular, no permitía el despliegue de la caballería, por lo que los españoles, después de agotadoras horas de combate, no lograron inclinar la suerte de la batalla a su favor. Tras tres horas de lucha, cien hombres de a caballo no habían logrado penetrar en los escuadrones enemigos.
En vista de esta difícil situación y de la anulación de la caballería, Pedro de Villagra convenció entre gritos y órdenes a Valdivia de desmontar a los soldados, formando una valla de acero impenetrable de picas, lanzas y espadas, donde los atacantes fueron contenidos y barridos por los flecheros "picunches". La sorpresiva idea de Villagra cambió los resultados del combate, hasta que, en un supremo y desesperado esfuerzo, los españoles rompieron el frente, lanzándose con los auxiliares en persecución de los mapuches, protegidos por la caballería.
Los españoles, que apenas lograron rechazar el ataque, ganaron la batalla por el uso de armaduras, armas de fuego y caballos. Aunque los indios estaban organizados en tres grandes cuerpos sólo pudieron atacar por un lado debido al terreno pantanoso donde estaba el ejército de Valdivia. Se Hicieron de unos 400 prisioneros los cuales fueron cruelmente escarmentados por Valdivia. En esta batalla, Lautaro participó como escudero de Valdivia.
Posteriormente los españoles y sus aliados fundaron el fuerte Penco que en febrero de ese mismo año fue atacado por una fuerza más grande de mapuches dando lugar a la batalla de Penco.

## Consecuencias
Los españoles ganaron a duras penas y gracias a la superioridad de sus armas, incluso Valdivia estuvo a punto de ser muerto.
Como resultado de la victoria, Valdivia ordenó mutilar varias decenas de prisioneros cercenándoles sus orejas, narices y manos y liberándolos para servir de escarmiento.
Esta acción en vez de lograr el escarmiento que los españoles deseaban, solo logró afianzar más el odio al "huinca" invasor y reforzar entre los naturales que los conquistadores eran crueles y sanguinarios, por tanto debían pelear por su tierra hasta el derramamiento de sangre.
La batalla y sus consecuencias se transmitieron oralmente entre los mapuches, tal como lo describiría el cacique Pelantaro, 48 años más tarde, en 1598,  al jesuita Jesús de Barba, en ese entonces prisionero de los mapuches:

Diez Años más tarde los mapuche también habían esperado en armas a Valdivia, el nuevo virachocha, a orillas del Bíobío, y entonces dos mil conas cruzaron de noche las aguas a nado y se arrojaron sobre los españoles en el momento en que construían sus balsas. Los winkas se iban retirando y los nuestros volvieron a caer sobre ellos en Andalién, entre las lagunas, en la oscuridad dicen, y esta vez los mapuche ya sabían como oponer a los caballos un muro de lanzas y derribarlos con un golpe de macana en la frente, y por primera vez el apo Valdivia tuvo que echar pie a tierra y estuvo a punto de perder la vida, y en cuatro escuadrones nuestros conas lo atacaron más tarde en el fuerte de Penco, pero entonces, dicen, aparecieron unos moscones azules y los espíritus abandonaron a nuestros antepasados, y una estrella cayó en el campo de batalla y los winkas aprovecharon el presagio que paralizaba a los mapuche para penetrar en sus filas y matar a muchos, y cogieron a cuatrocientos conas prisioneros y Valdivia dijo, dicen, "cortadles a todos la mano derecha y las narices y soltadles para que su pueblo se aterre y se someta", pero no fue ese el resultado, porque al recibir a sus peñis mutilados los mapuche, dicen, dijeron "bajo estos amos sólo sufrimientos tendremos, y si la tierra debe regarse con sangre, más vale que también corra la sangre de los winkas".
 Extracto del discurso de Pelantaro relatado por el sacerdote Juan Barba, que fue prisionero y posteriormente amigo de los mapuche.